# Cindy Rodriguez Singh
Cindy Rodríguez Singh (n. 30 de enero de 1985) es una mujer estadounidense sospechosa del asesinato de su hijo Noel Álvarez. El 1 de julio de 2025, fue incluida en la lista de Los diez fugitivos más buscados por el FBI, buscada por homicidio y fuga. Rodríguez Singh habría tomado un vuelo para escapar de la justicia con destino a la India. Se cree también podría haber huido a México.

## Crimen
El hijo de seis años de Rodríguez Singh, Noel Rodríguez Álvarez, fue visto con vida por última vez en octubre de 2022 y se presume que habría fallecido. Se realizó una verificación de bienestar en el domicilio familiar en Everman, Texas, en marzo de 2023. Rodríguez Singh habría declarado a la policía que su hijo vivía con familiares en México, lo cual posteriormente se demostró era falso. Se cree que huyó a la India dos días después con su esposo y otros seis hijos y no ha sido vista desde entonces.